# 查帕萊烏富縣

35°14′5″S 63°35′31″W / 35.23472°S 63.59194°W
查帕萊烏富縣（西班牙語：Departamento Chapaleufú），是阿根廷的縣份，位於該國中部拉潘帕省，首府設於阿爾韋亞爾軍需部長鎮，面積2,570平方公里，2010年人口11,620，人口密度每平方公里4.5人。